# Gabriel-Fort Dutrey
Pour les articles homonymes, voir Dutrey.
Gabriel-Fort Dutrey, né le 19 novembre 1793 à Bordeaux et mort le 22 mars 1870 à Paris, est un professeur, grammairien et administrateur français.

## Biographie
Élève de l’École normale de 1811 à 1813, licencié ès lettres en 1812, docteur ès lettres le 20 aout 1813, Dutrey a été chargé, en sortant de l’École, d’un cours de grec pour la rhétorique, et d’une division de troisième au lycée de Poitiers.
Après la chute de l’Empire, il a obtenu un congé et fait à Paris une éducation particulière. Agrégé suppléant au collège Bourbon, en 1821, et successivement suppléant de rhétorique au collège Henri IV, agrégé des classes supérieures au collège Saint-Louis, agrégé divisionnaire de troisième au collège Charlemagne et au collège Henri IV, il a été nommé, en 1898, professeur d’une division de rhétorique dans ce dernier établissement.
En 1830, appelé au rectorat de Clermont, et, quelques semaines après, à celui de Lyon, il a administré cette académie pendant trois ans. Nommé inspecteur général des études, en remplacement de Jean-Antoine Letronne, en 1833, haut-titulaire de l’Université en 1842, conseiller ordinaire de l’Université en 1846, président déjà depuis longtemps de la Commission de surveillance de l’École normale primaire de l’Académie de Paris, établie à Versailles, et président du jury d’examen pour le concours d’agrégation de grammaire, il a fait partie de la haute commission des études scientifiques et littéraires instituée en 1848, et a été nommé, en 1852, inspecteur général de l’enseignement secondaire pour les lettres, et membre du Conseil impérial de l’instruction publique en 1853.
Lors de la réorganisation de l’administration de l’instruction publique en 1854, il a été appelé au rectorat de Bordeaux qu’il a administré pendant sept ans et, lorsque le concours spécial d’agrégation des lycées dans l’ordre de la grammaire a été rétabli, il en a été de nouveau nommé président, et il a depuis continué le présider. En 1861, il a remplacé Giraud comme inspecteur général de l’enseignement supérieur pour les lettres, et il a fait partie du Conseil impérial dans les années 1862, 63, 66, 67, 68.
Décoré de la Légion d’honneur en 1832, promu officier en 1845, il est devenu commandeur le 23 aout 1857. Il avait été reçu membre de l’Académie nationale des sciences, belles-lettres et arts de Bordeaux.

## Publications
- Nouvelle grammaire de la langue latine, 1839, in-12, nombreuses éditions.
- Grammaire élémentaire de la langue latine.
- Exercices gradués de latinité extraits des auteurs classiques (1841-1845, 5 vol. in-12, à l’usage des élèves ; 5 vol. in-12 à l’usage des maitres), etc.
- Étude sur Ausone.